# Malaysische Badmintonmeisterschaft 2019
Die Malaysische Badmintonmeisterschaft 2019 fand vom 18. bis zum 22. Februar 2019 in Ipoh statt. 

## Sieger und Platzierte
| Disziplin    | Gold                                 | Silber                        | Bronze                           |
| ------------ | ------------------------------------ | ----------------------------- | -------------------------------- |
| Herreneinzel | Soong Joo Ven                        | Leong Jun Hao                 | Lim Chi Wing                     |
| Herreneinzel | Soong Joo Ven                        | Leong Jun Hao                 | Lim Chong King                   |
| Dameneinzel  | Sonia Cheah Su Ya                    | Goh Jin Wei                   | Lee Ying Ying                    |
| Dameneinzel  | Sonia Cheah Su Ya                    | Goh Jin Wei                   | Lim Yin Fun                      |
| Herrendoppel | Ong Yew Sin Teo Ee Yi                | Aaron Chia Soh Wooi Yik       | Goh V Shem Tan Wee Kiong         |
| Herrendoppel | Ong Yew Sin Teo Ee Yi                | Aaron Chia Soh Wooi Yik       | Lee Jian Yi Lim Zhen Ting        |
| Damendoppel  | Anna Cheong Ching Yik Lim Chiew Sien | Cheah Yee See Teoh Mei Xing   | Ng Qi Xuan Desiree Siow Hao Shan |
| Damendoppel  | Anna Cheong Ching Yik Lim Chiew Sien | Cheah Yee See Teoh Mei Xing   | Yap Rui Chen Yap Yee             |
| Mixed        | Chan Peng Soon Goh Liu Ying          | Hoo Pang Ron Shevon Jemie Lai | Chen Tang Jie Lai Pei Jing       |
| Mixed        | Chan Peng Soon Goh Liu Ying          | Hoo Pang Ron Shevon Jemie Lai | Tan Kian Meng Peck Yen Wei       |